# Carl August Gyllengranat
Carl August Burchard Gyllengranat, född 7 augusti 1787 på Sveaborgs fästning, död 22 maj 1864 i Paris, var en svensk friherre och sjömilitär. Åren 1844-48 var Gyllengranat chef för Sjöförsvarsdepartementet, och sedan befälhavande amiral för örlogsflottan 1848-51. Han betraktas som en av svenska flottans främsta amiraler under 1800-talet.

## Biografi
Carl August Gyllengranat påbörjade sin militära karriär med några års tjänstgöring i den brittiska flottan 1807–1811, då han kryssade i farvattnen kring Nordamerika. Efter återkomsten till Sverige placerades han i örlogsflottan och skickades 1815 som chef på en örlogsbrigg till Västindien i syfte att överföra garnison till den svenska kolonin Saint-Barthélemy. År 1825 utsågs Gyllengranat till befälhavare på linjeskeppet Tapperheten, som var det ena av två utrangerade örlogsfartyg som den svenska regeringen tänkte sälja till Colombia med handelshuset Michaelson & Benedicks som mellanhand. Genom intervention av bland annat Ryssland och Spanien gick denna skeppshandel emellertid om intet, och Gyllengranat, som efter vissa strapatser anlänt till Colombia med sitt fartyg, tvingades efter fyra månaders uppehåll avsegla till New York, där Tapperheten såldes med förlust på auktion.
Återkommen till Sverige deltog Gyllengranat under 1830- och 1740-talen i olika sjöexpeditioner och sjömilitära utredningar, och höll regelbundet föreläsningar i sjökrigsvetenskap. Gyllengranat insåg tidigt ångmaskinens och propellerns värde för krigsfartygen, men hans förslag att göra en väsentlig del av den sjögående örlogsflottan ångdriven röstades ned i riksdagen. Åren 1844–1848 var Gyllengranat chef för Sjöförsvarsdepartementet och därefter befälhavande amiral i Karlskrona 1848–1851. I november 1860 gick Gyllengranat i pension och i maj 1864 avled han under en resa till Paris. Gyllengranat invaldes som ledamot av Örlogsmannasällskapet 1819 (hedersledamot 1843).

## Befordringar
Carl August Gyllengranat  utnämndes till underlöjtnant i Skärgårdsflottan den 6 november 1804 och befordrades till löjtnant i samma flottstyrka den 8 december 1808. Den 2 oktober 1811 blev han löjtnant vid Örlogsflottan och den 26 november 1814 kapten vid Örlogsflottan. Den 11 maj 1818 utnämndes Gyllengranat till major vid flottornas generalstab och den 9 oktober 1821 till major vid Örlogsflottan. Han avancerade till kommendörkapten vid Kunglig Majestäts flotta den 1 december 1824, blev viceamiral den 27 januari 1854 och slutligen amiral den 2 februari 1858.

## Utmärkelser
- Kommendör med stora korset av Svärdsorden, 26 juni 1850.[3]
- Kommendör av Svärdsorden, 24 november 1845.[3]
- Riddare av Svärdsorden, 25 november 1816.[3]
- Kommendör av Nederländska Lejonorden, senast 1858.[3]
- Riddare av andra klassen med kraschan av Ryska Sankt Annas orden, 1830.[3]